# Coppa Piano Karl Rappan 1962-1963
La Coppa Piano Karl Rappan 1962-1963, detta anche International Football Cup 1962-1963, è stata la seconda edizione di questa competizione gestita dalla SFP, la società di scommesse svizzera.
La vittoria finale è stata appannaggio dello Slovnaft Bratislava, al suo primo titolo.

## Partecipanti
| Nazione                   | Squadra                                                           | Campionato | Note                                                 |
| ------------------------- | ----------------------------------------------------------------- | --- | ---------------------------------------------------- |
| Cecoslovacchia (bandiera) | Slovan Nitra Slovnaft Bratislava Bohemians Praga Spartak LZ Plzeň | Vicecampione di Cecoslovacchia 1961-62 3º campionato di Cecoslovacchia 1961-62 4º campionato di Cecoslovacchia 1961-62 9º campionato di Cecoslovacchia 1961-62 |                                                      |
| Germania (bandiera)       | Kaiserslautern RW Oberhausen Bayern Monaco VfL Hildesheim         | 4º campionato Oberliga Südwest 1960-61 4º campionato Oberliga West 1960-61 8º campionato Oberliga Süd 1960-61 ?º campionato Oberliga Nord 1960-61              |                                                      |
| Paesi Bassi (bandiera)    | Feyenoord PSV Blauw-Wit Amsterdam Ajax                            | Campione d'Olanda 1961-62 Vicecampione d'Olanda 1961-62 3º campionato d'Olanda 1961-62 4º campionato d'Olanda 1961-62                                          | Vincitrice Coppa Piano Karl Rappan l'anno precedente |
| Svizzera (bandiera)       | Servette La Chaux-de-Fonds Young Boys Basilea                     | Campione di Svizzera 1961-62 3º campionato di Svizzera 1961-62 5º campionato di Svizzera 1961-62 7º campionato di Svizzera 1961-62                             |                                                      |
| Francia (bandiera)        | RC Paris Nîmes FC Nancy Stade Français                            | Vicecampione di Francia 1961-62 3º campionato di Francia 1961-62 4º campionato di Francia 1961-62 10º campionato di Francia 1961-62                            |                                                      |
| Italia (bandiera)         | Mantova Venezia Lanerossi Vicenza Padova                          | 9º campionato d'Italia 1961-62 12º campionato d'Italia 1961-62 14º campionato d'Italia 1961-62 16º campionato d'Italia 1961-62                                 |                                                      |
| Jugoslavia (bandiera)     | OFK Belgrado Sarajevo Rijeka Velež Mostar                         | 6º campionato di Jugoslavia 1961-62 7º campionato di Jugoslavia 1961-62 8º campionato di Jugoslavia 1961-62 9º campionato di Jugoslavia 1961-62                | Vincitrice Coppa di Jugoslavia 1961-62               |
| Ungheria (bandiera)       | Újpesti Dózsa Tatabánya Banyasz Dorog Dozsa Pecs                  | Vicecampione d'Ungheria 1961-62 4º campionato d'Ungheria 1961-62 6º campionato d'Ungheria 1961-62 8º campionato d'Ungheria 1961-62                             |                                                      |

## Squadre partecipanti
Rispetto alla edizione precedente non partecipano le squadre da Austria, Germania Est, Polonia e Svezia. Entrano squadre da Francia, Italia, Jugoslavia e Ungheria.
Non vi è più la divisione per zona geografica. Accedono ai quarti le vincitrici degli otto gironi.
|           | Cecoslovacchia      | Francia        | Germania Ovest | Italia            | Jugoslavia   | Paesi Bassi | Svizzera          | Ungheria      |
| Girone A1 | Slovnaft Bratislava | RC France      | -              | Venezia           | -            | -           | Young Boys        | -             |
| Girone A2 | ČKD Praha           | Stade Français | -              | Mantova           | -            | -           | -                 | Újpesti Dózsa |
| Girone A3 | Spartak LZ Plzeň    | -              | -              | Padova            | -            | -           | La Chaux-de-Fonds | Dorog         |
| Girone A4 | Slovan Nitra        | Nîmes          | -              | -                 | Sarajevo     | -           | Servette          | -             |
| Girone B1 | -                   | Lorraine       | Kaiserslautern | -                 | -            | Ajax        | -                 | Tatabánya     |
| Girone B2 | -                   | -              | Bayern Monaco  | Lanerossi Vicenza | OFK Belgrado | Feyenoord   | -                 | -             |
| Girone B3 | -                   | -              | RW Oberhausen  | -                 | Rijeka       | PSV         | Basilea           | -             |
| Girone B4 | -                   | -              | Hildesheim     | -                 | Velež Mostar | Blauw-Wit   | -                 | Pécs          |

## Risultati

### Primo turno
Date: 27 maggio (1ª giornata), 3 giugno (2ª giornata), 10 giugno (3ª giornata), 17 giugno (4ª giornata), 24 giugno (5ª giornata) e 1º luglio 1962 (6ª giornata).

#### Girone A1
| Squadra             | Pti | G | V | N | P | GF | GS | DR  |
| ------------------- | --- | - | - | - | - | -- | -- | --- |
| Slovnaft Bratislava | 8   | 6 | 4 | 0 | 2 | 14 | 10 | +4  |
| RC France           | 7   | 6 | 2 | 3 | 1 | 20 | 18 | +2  |
| Venezia             | 6   | 6 | 2 | 2 | 2 | 18 | 14 | +4  |
| Young Boys          | 3   | 6 | 1 | 1 | 4 | 9  | 19 | -10 |

|            | Slo | RCP | Ven | Y.B |
| ---------- | --- | --- | --- | --- |
| Slovnaft   |     | 4-2 | 2-0 | 1-0 |
| RCP        | 4-2 |     | 3-3 | 3-1 |
| Venezia    | 4-1 | 4-4 |     | 6-1 |
| Young Boys | 0-4 | 4-4 | 3-1 |     |

#### Girone A2
| Squadra        | Pti | G | V | N | P | GF | GS | DR |
| -------------- | --- | - | - | - | - | -- | -- | -- |
| Újpesti Dózsa  | 10  | 6 | 4 | 2 | 0 | 14 | 5  | +9 |
| Stade Français | 7   | 6 | 3 | 1 | 2 | 9  | 5  | +4 |
| Mantova        | 4   | 6 | 2 | 0 | 4 | 7  | 16 | -9 |
| ČKD Praha      | 3   | 6 | 1 | 1 | 4 | 11 | 15 | -4 |

|                | Újp | S.F | Man | Boh |
| -------------- | --- | --- | --- | --- |
| Újpest         |     | 0-0 | 4-0 | 2-2 |
| Stade Français | 0-1 |     | 4-0 | 2-1 |
| Mantova        | 1-4 | 1-0 |     | 2-3 |
| Bohemians      | 2-3 | 2-3 | 1-3 |     |

#### Girone A3
| Squadra           | Pti | G | V | N | P | GF | GS | DR |
| ----------------- | --- | - | - | - | - | -- | -- | -- |
| Padova            | 9   | 6 | 4 | 1 | 1 | 15 | 8  | +7 |
| Dorog             | 6   | 6 | 3 | 0 | 3 | 13 | 13 | 0  |
| La Chaux-de-Fonds | 5   | 6 | 2 | 1 | 3 | 10 | 13 | -3 |
| Spartak LZ Plzeň  | 4   | 6 | 1 | 2 | 3 | 12 | 16 | -4 |

|                   | Pad | Dor | LCF | Spa |
| ----------------- | --- | --- | --- | --- |
| Padova            |     | 1-0 | 4-2 | 5-0 |
| Dorogi            | 3-1 |     | 4-1 | 4-2 |
| La Chaux-de-Fonds | 2-3 | 1-0 |     | 3-1 |
| Spartak           | 1-1 | 7-2 | 1-1 |     |

#### Girone A4
| Squadra      | Pti | G | V | N | P | GF | GS | DR |
| ------------ | --- | - | - | - | - | -- | -- | -- |
| Servette     | 8   | 6 | 3 | 2 | 1 | 11 | 9  | +2 |
| Sarajevo     | 6   | 6 | 2 | 2 | 2 | 9  | 12 | -3 |
| Slovan Nitra | 5   | 6 | 2 | 1 | 3 | 12 | 9  | +3 |
| Nîmes        | 5   | 6 | 2 | 1 | 3 | 11 | 13 | -2 |

|          | Ser | Sar | Slo | Nîm |
| -------- | --- | --- | --- | --- |
| Servette |     | 3-2 | 2-1 | 4-1 |
| Sarajevo | 0-0 |     | 3-2 | 2-1 |
| Slovan   | 0-0 | 5-1 |     | 4-1 |
| Nîmes    | 5-2 | 1-1 | 2-0 |     |

#### Girone B1
| Squadra        | Pti | G | V | N | P | GF | GS | DR  |
| -------------- | --- | - | - | - | - | -- | -- | --- |
| Tatabánya      | 11  | 6 | 5 | 1 | 0 | 18 | 7  | +11 |
| Ajax           | 8   | 6 | 4 | 0 | 2 | 18 | 11 | +7  |
| Lorraine       | 4   | 6 | 2 | 0 | 4 | 10 | 12 | -2  |
| Kaiserslautern | 1   | 6 | 0 | 1 | 5 | 9  | 25 | -16 |

|                | Tat | Aja | Nan | Kai |
| -------------- | --- | --- | --- | --- |
| Tatabánya      |     | 2-1 | 4-0 | 6-2 |
| Ajax           | 1-2 |     | 2-1 | 6-0 |
| Nancy          | 1-2 | 2-3 |     | 3-1 |
| Kaiserslautern | 2-2 | 4-5 | 0-3 |     |

#### Girone B2
| Squadra           | Pti | G | V | N | P | GF | GS | DR |
| ----------------- | --- | - | - | - | - | -- | -- | -- |
| OFK Belgrado      | 9   | 6 | 4 | 1 | 1 | 13 | 9  | +4 |
| Lanerossi Vicenza | 6   | 6 | 3 | 0 | 3 | 8  | 9  | -1 |
| Bayern Monaco     | 5   | 6 | 2 | 1 | 3 | 14 | 19 | -5 |
| Feijenoord        | 4   | 6 | 2 | 0 | 4 | 12 | 10 | +2 |

|           | OFK | Vic | Bay | Fey |
| --------- | --- | --- | --- | --- |
| OFK       |     | 2-1 | 4-1 | 1-0 |
| Vicenza   | 2-0 |     | 1-0 | 2-0 |
| Bayern    | 4-4 | 4-2 |     | 4-3 |
| Feyenoord | 1-2 | 3-0 | 5-1 |     |

#### Girone B3
| Squadra       | Pti | G | V | N | P | GF | GS | DR |
| ------------- | --- | - | - | - | - | -- | -- | -- |
| Rijeka        | 9   | 6 | 4 | 1 | 1 | 18 | 11 | +7 |
| RW Oberhausen | 8   | 6 | 3 | 2 | 1 | 15 | 12 | +3 |
| Basilea       | 5   | 6 | 1 | 3 | 2 | 16 | 20 | -4 |
| PSV           | 2   | 6 | 1 | 0 | 5 | 11 | 17 | -6 |

|            | Rij | Obe | Bas | PSV |
| ---------- | --- | --- | --- | --- |
| Rijeka     |     | 2-1 | 5-1 | 3-1 |
| Oberhausen | 4-3 |     | 2-2 | 3-1 |
| Basilea    | 2-2 | 4-4 |     | 4-3 |
| PSV        | 2-3 | 0-1 | 4-3 |     |

#### Girone B4
| Squadra      | Pti | G | V | N | P | GF | GS | DR  |
| ------------ | --- | - | - | - | - | -- | -- | --- |
| Pécs         | 11  | 6 | 5 | 1 | 0 | 17 | 7  | +10 |
| Blauw-Wit    | 6   | 6 | 2 | 2 | 2 | 10 | 12 | -2  |
| Velež Mostar | 5   | 6 | 2 | 1 | 3 | 16 | 11 | +5  |
| Hildesheim   | 2   | 6 | 1 | 0 | 5 | 8  | 21 | -13 |

|            | Péc | B.W | Vel | Hil |
| ---------- | --- | --- | --- | --- |
| Pécs       |     | 5-2 | 4-1 | 5-3 |
| Blauw-Wit  | 0-0 |     | 3-2 | 4-3 |
| Velež      | 1-2 | 1-1 |     | 9-1 |
| Hildesheim | 0-1 | 1-0 | 0-2 |     |

### Quarti di finale
Dal 15 agosto al 3 ottobre 1962.
| Squadra 1           | Totale | Squadra 2 | Andata | Ritorno |
| ------------------- | ------ | --------- | ------ | ------- |
| Servette            | 1 - 6  | Tatabánya | 1 - 0  | 0 - 6   |
| Pécs                | 4 - 3  | Rijeka    | 2 - 1  | 2 - 2   |
| OFK Belgrado        | 5 - 10 | Padova    | 4 - 3  | 1 - 7   |
| Slovnaft Bratislava | 4 - 2  | Újpest    | 4 - 1  | 0 - 1   |

### Semifinali
Dal 7 novembre al 12 dicembre 1962.
| Squadra 1           | Totale | Squadra 2 | Andata | Ritorno |
| ------------------- | ------ | --------- | ------ | ------- |
| Padova              | 7 - 3  | Pécs      | 4 - 3  | 3 - 0   |
| Slovnaft Bratislava | 3 - 2  | Tatabánya | 1 - 1  | 2 - 1   |

### Finale
| Arbitro: | Karl Keller |

| |            | |
| | Marcatori  | 87’ (rig.) Adolf Scherer                                                                            |
| (88' Bini) Bazzoni Rogora Cervato Mazzanti Barbolini Bon (46' E. Zerlin) Galtarossa Frezza Kölbl Arienti Fusato | Formazioni | Fülle G. Mráz Tichý Feriančík Matlák Buberník K. Gajdoš (46' Cimra) Scherer Gáborík Medviď Dolinský |
| Elvio Matè | Allenatori | Vojtech Skyva                                                                                       |